# 天鵝座V1768
天鵝座V1768，又名BD+31 3925，HD 190603、SAO 69362、HR 7678，是天鵝座的一颗恒星，视星等为5.64，位于銀經69.49，銀緯0.39，其B1900.0坐标为赤經20h 0m 40.8s，赤緯+31° 0.39′ 6″。